# Institut Cartogràfic Valencià
Institut Cartogràfic Valencià (ICV) és un organisme públic creat per la Generalitat Valenciana el 1997 i adscrit a la Conselleria de Presidència de la Generalitat Valenciana.
Es tracta d'una entitat de dret públic, personalitat jurídica pròpia, que té com a objectiu impulsar, coordinar i, fomentar les tasques de desenvolupament cartogràfic, fotogramètric, geodèsic, topogràfic i de qualsevol altra tecnologia geogràfica en l'àmbit de les competències de la Generalitat Valenciana. Té la seu a València, i entre les seves principals funcions es troben les de determinar els plans de treballs cartogràfics del País Valencià, crear un banc de dades cartogràfiques amb la recollida de la cartografia confeccionada per les administracions públiques i d'altres entitats privades, elaborar i distribuir la cartografia de base, coordinar qualsevol treball de tipus cartogràfic dut a terme a l'administració pública, impulsar l'ús de sistemes d'informació geogràfica a l'administració valenciana, com també la formació i la investigació, i organitzar una cartoteca de referència. És també el responsable de la infraestructura geodèsica de l'administració valenciana, que comprèn la Xarxa d'Estacions de Referència de València (ERVA) i la Xarxa Geodèsica de Quart Ordre. El catàleg de l'Institut Cartogràfic Valencià comprèn cartografia de base en suport paper per a la totalitat del territori valencià a les escales 1:10.000 i 1:25.000, cartografia de base en suport digital a escala 1:10.000, l'ortofoto digital a escala 1:5.000, a més d'aproximadament 35.000 fotogrames procedents de diferents vols fotogramètrics, diverses sèries de cartografia temàtica i la sèrie de termes municipals a escala 1:15.000.
L'ICV és també el responsable, juntament amb l'Acadèmia Valenciana de la Llengua, de la generació del Nomenclàtor Toponímic Valencià (NTV), una base de dades única i compartida per tots els organismes de la Generalitat valenciana. El NTV conté més de 120.000 topònims classificats segons la seva importància, geometria i tipologia.
L'any 2018 l'ICV subscriu un contracte per dur a terme el vol fotogramètric de tota la Comunitat Valenciana i la posterior ortofotografia del territori. Un any després, el 2019, s'aprovà l'Avantprojecte de Llei d'Informació Geogràfica i de l'Institut Cartogràfic Valencià, a través de la qual s'incorpora i es regula la previsió de la xarxa sísmica, que serà projectada, desplegada, mantinguda i explotada per l'ICV com a eina bàsica per a la detecció i la comunicació dels esdeveniments sísmics ocorreguts al territori valencià.
L'1 de gener de 2023 va entrar en vigor el seu nou mapa de Comarques del País Valencià.